# برمة سفلي
برمة سفلی (بالإنجليزية: Parmeh-ye Sofla)‏ هي قرية تقع في قسم تشنارود الشمالي الريفي (مقاطعة تشادغان) في إيران. يقدر عدد سكانها بـ 399 نسمة بحسب إحصاء 2016.